# Järpulf
Järpulf var biskop i Skara mellan 1191 och 1201. Han föddes i Varvs socken.
Han skall ha varit en betydelsefull svensk biskop då han fått brev ifrån påve Celestinus III och även bevittnat ett annat från kung Knut Eriksson. Järpulf införde att tionde skulle betalas till biskopen.